# 神塚ときお
神塚 ときお（かずか ときお、1965年7月13日-）は日本の漫画家。三重県出身。男性。1990年代前半に講談社、角川書店の月刊漫画誌で連載をおこなっていたが、病気を理由に商業連載からは退いた。その後も同人活動で作品を発表している。

## 作品リスト(商業作品)

### 漫画作品
- 『RUSH!』 白夜書房 1987年 - 1989年
- 『バイクランド』白夜書房 1987 - 1989年 ISBN 978-4-8936-7217-9
- 『ゴーカイ一家は今日も行く!』大日本絵画 1990年 ISBN 978-4-4992-0546-7
- 『バブルガムクライシス番外編 GO!GO!セイバーズ』バンダイ・B-CLUBコミック 1991年 ISBN 978-4-0731-0189-5
- 『バイキッズ!』講談社 全2巻（『月刊アフタヌーン』1991年 - 1993年）ISBN 978-4-0632-1026-2
- 『お父さんといっしょ!』 富士見ファンタジアコミックス 1993年 ISBN 978-4-8291-8332-8
- 『ゆめいろの翼』 角川ドラゴンコミックス 全2巻 1993年 - 1994年 ISBN 978-4-0492-6045-8
- 『風駆少女組!』角川ドラゴンコミックス 全4巻 1995年 - 1997年 ISBN 978-4-0471-2116-4

### その他
- くるみミラクル（プレイステーションゲーム、1997年）キャラクターデザイン